# Vlaamse Regering

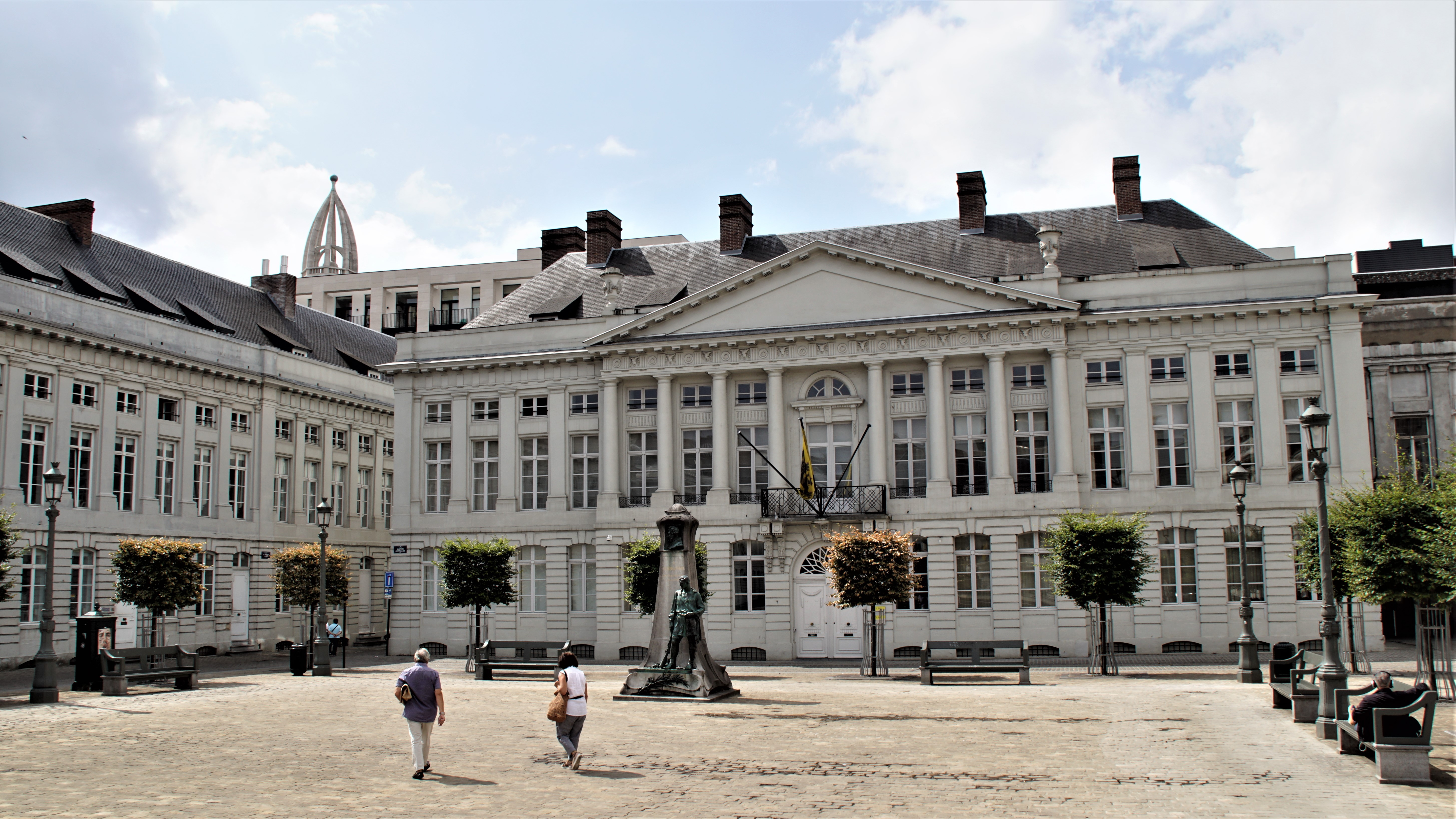
De zetel van de Vlaamse Regering is gevestigd aan het Martelarenplein

De Vlaamse Regering is de uitvoerende macht van Vlaanderen. De Vlaamse Regering beheert de bevoegdheden van zowel het Vlaams Gewest als de Vlaamse Gemeenschap. Tot voor de Staatshervorming van 1993 heette de regering de Vlaamse Executieve. Het voorbereiden, formuleren en uitvoeren van beleid gebeurt door een reeks ministeries en agentschappen, ingedeeld volgens beleidsdomein. 
De Vlaamse Regering zetelt aan het Martelarenplein te Brussel. Voor officiële gelegenheden heeft de regering ook de beschikking over het Hotel Errera, een ambtswoning aan de Koningsstraat tegenover het Warandepark en schuin tegenover het Koninklijk Paleis van Brussel.

## Statuut

De Vlaamse Gemeenschap (met Brussel, arcering) en Gewest (zonder Brussel)

De Vlaamse Regering is, net zoals de andere gewest- en gemeenschapsregeringen in federaal België, een legislatuurregering. Dit houdt in dat de regering niet kan vallen tussen twee verkiezingen.
De situatie in Vlaanderen is anders dan die aan Franstalige zijde: waar in de Vlaamse Regering de bevoegdheden van het gewest en de gemeenschap verenigd zijn, is dat in Wallonië niet het geval. Daar is de Waalse Regering bevoegd voor het gewest, en zijn de Franse Gemeenschapsregering en de Regering van de Duitstalige Gemeenschap bevoegd voor de taken van de twee taalgemeenschappen. Nochtans bestaan er gemeenschappelijke organen voor geïnstitutionaliseerde samenwerking tussen de Waalse, Franse en/of Brusselse regeringen, zonder grondwettelijke bevoegdheidsherverdeling.
De ministers van de Vlaamse Regering worden benoemd door het Vlaams Parlement, enkel de minister-president van Vlaanderen moet zijn eed afleggen in handen van de Koning der Belgen. De regering mag maximaal elf ministers tellen, waarvan er minstens een moet komen uit het Brussels Hoofdstedelijk Gewest (en de taken voor de Vlaamse Gemeenschap aldaar in de Vlaamse Regering verricht).
De zetelverdeling verloopt volgens strikte regels, in functie van de parlementaire krachtsverhouding tussen de meerderheidspartijen, die dan in welbepaalde volgorde een aantal portefeuilles mogen opeisen. Technocraten of partijleden van buiten het Vlaams Parlement zijn mogelijk, in het geval van Kris Peeters zelfs als minister-president. De huidige Vlaamse Regering, Jambon, is samengesteld volgens het meerderheidsprincipe, maar er zijn eerder proportioneel samengestelde regeringen geweest.

De Vlaamse leeuw als symbool van Vlaanderen.

In het kader van het streven naar Vlaamse autonomie is het Vlaams Parlement sinds 2003 aan het debatteren over een Vlaamse Grondwet; voorlopig nog in de vorm van een Handvest voor Vlaanderen. In dat Vlaamse handvest worden in de toekomst de bevoegdheden van de Vlaamse Regering uiteengezet, maar juridisch blijft de Belgische Grondwet de bindende krijtlijnen uitzetten voor alle deelstaten.

## Huidige samenstelling Vlaamse Regering
Na de verkiezingen van 9 juni 2024 hebben  N-VA (31 zetels),  Vooruit (18 zetels) en  CD&V (16 zetels)  een coalitie gevormd. Daaruit ontstond de regering-Diependaele, die op 28 september 2024 een regeerakkoord bereikte. Dit regeerakkoord werd voorgelegd en goedgekeurd door de partijcongressen op 29 september 2024. De regering legde de eed af in het Vlaams Parlement op 30 september 2024. 
| Naam        | Naam                        | Partij      | Partij      | Functie en bevoegdheden |
| Kernkabinet | Kernkabinet                 | Kernkabinet | Kernkabinet | Kernkabinet |
| ----------- | --------------------------- | ----------- | ----------- | --- |
|             | Matthias Diependaele (1979) |             | N-VA        | Minister-president en minister Economie, Innovatie, Industrie, Buitenlandse Zaken, Digitalisering en Facilitair Management                                        |
|             | Melissa Depraetere (1992)   |             | Vooruit     | Viceminister-president en minister Wonen, Energie en Klimaat, Toerisme en Jeugd                                                                                   |
|             | Hilde Crevits (1967)        |             | CD&V        | Viceminister-president en minister Binnenland, Steden- en Plattelandsbeleid, Samenleven Integratie en Inburgering, Bestuurszaken, Sociale Economie en Zeevisserij |
|             | Ben Weyts (1970)            |             | N-VA        | Viceminister-president en minister Begroting en Financiën, Vlaamse Rand, Onroerend Erfgoed, Dierenwelzijn                                                         |
| Ministers   |                             |             |             | |
|             | Zuhal Demir (1980)          |             | N-VA        | Minister Onderwijs, Werk, Justitie en Handhaving |
|             | Caroline Gennez (1975)      |             | Vooruit     | Minister Welzijn, Armoedebestrijding, Cultuur en Gelijke Kansen                                                                                                   |
|             | Jo Brouns (1975)            |             | CD&V        | Minister Omgeving en Landbouw |
|             | Annick De Ridder (1979)     |             | N-VA        | Minister Mobiliteit, Openbare Werken, Havens en Sport |
|             | Cieltje Van Achter (1979)   |             | N-VA        | Minister Brussel en Media |

## Overzicht Vlaamse Regeringen (1981-heden)
| Nr. | Regering                    | Minister-president          | Partijen                           | Periode    | Dagen |
| --- | --------------------------- | --------------------------- | ---------------------------------- | ---------- | ----- |
| 1   | Regering-Geens I            | Gaston Geens (CVP)          | CVP, SP, PVV, VU                   | 1981-1985  | 1449  |
| 2   | Regering-Geens II           | Gaston Geens (CVP)          | CVP, PVV                           | 1985-1988  | 785   |
| 3   | Regering-Geens III          | Gaston Geens (CVP)          | CVP, PVV                           | 1988       | 258   |
| 4   | Regering-Geens IV           | Gaston Geens (CVP)          | CVP, SP, PVV, VU                   | 1988-1992  | 1190  |
| 5   | Regering-Van den Brande I   | Luc Van den Brande (CVP)    | CVP, SP                            | 1992       | 15    |
| 6   | Regering-Van den Brande II  | Luc Van den Brande (CVP)    | CVP, SP, VU                        | 1992       | 258   |
| 7   | Regering-Van den Brande III | Luc Van den Brande (CVP)    | CVP, SP, VU                        | 1992-1995  | 973   |
| 8   | Regering-Van den Brande IV  | Luc Van den Brande (CVP)    | CVP, SP                            | 1995-1999  | 1484  |
| 9   | Regering-Dewael             | Patrick Dewael (VLD)        | VLD, SP, Agalev, VU                | 1999-2003  | 1423  |
| 10  | Regering-Somers             | Bart Somers (VLD)           | VLD, sp.a, Groen!, Spirit          | 2003-2004  | 405   |
| 11  | Regering-Leterme            | Yves Leterme (CD&V)         | CD&V, N-VA, sp.a, Spirit, VLD      | 2004-2007  | 1072  |
| 12  | Regering-Peeters I          | Kris Peeters (CD&V)         | CD&V, N-VA, sp.a, Spirit, Open Vld | 2007-2009  | 746   |
| 13  | Regering-Peeters II         | Kris Peeters (CD&V)         | CD&V, sp.a, N-VA                   | 2009-2014  | 1838  |
| 14  | Regering-Bourgeois          | Geert Bourgeois (N-VA)      | N-VA, CD&V, Open Vld               | 2014-2019  | 1803  |
| 15  | Regering-Homans             | Liesbeth Homans (N-VA)      | N-VA, CD&V, Open Vld               | 2019       | 92    |
| 16  | Regering-Jambon             | Jan Jambon (N-VA)           | N-VA, CD&V, Open Vld               | 2019-2024  | 1825  |
| 17  | Regering-Diependaele        | Matthias Diependaele (N-VA) | N-VA, Vooruit, CD&V                | 2024-heden | 148   |

### Historische lijsten van Vlaamse portefeuilleministers
Hoewel hun titulatuur daarop voorrang heeft, zijn ook de minister-president en viceminister-president(en) tegelijk vakministers.
- Lijst van Vlaamse ministers van Armoedebestrijding
- Lijst van Vlaamse ministers van Financiën en Begroting
- Lijst van Vlaamse ministers van Bestuurszaken
- Lijst van Vlaamse ministers van Binnenlandse Aangelegenheden
- Lijst van Vlaamse ministers van Brusselse Aangelegenheden
- Lijst van Vlaamse ministers van Buitenlands Beleid
- Lijst van Vlaamse ministers van Buitenlandse Handel
- Lijst van Vlaamse ministers van Cultuur
- Lijst van Vlaamse ministers van Dierenwelzijn
- Lijst van Vlaamse ministers van Economie
- Lijst van Vlaamse ministers van Energie
- Lijst van Vlaamse ministers van Gelijke Kansen en Inburgering
- Lijst van Vlaamse ministers van Huisvesting
- Lijst van Vlaamse ministers van Innovatie
- Lijst van Vlaamse ministers van Jeugd
- Lijst van Vlaamse ministers van Justitie
- Lijst van Vlaamse ministers van Landbouw
- Lijst van Vlaamse ministers van Leefmilieu
- Lijst van Vlaamse ministers van Media
- Lijst van Vlaamse ministers van Mobiliteit
- Lijst van Vlaamse ministers van Onderwijs en Vorming
- Lijst van Vlaamse ministers van Onroerend Erfgoed
- Lijst van Vlaamse ministers van Ontwikkelingssamenwerking
- Lijst van Vlaamse ministers van Openbare Werken
- Lijst van Vlaamse ministers van Ruimtelijke Ordening
- Lijst van Vlaamse ministers van Sociale Aangelegenheden
- Lijst van Vlaamse ministers van Sport
- Lijst van Vlaamse ministers van Toerisme
- Lijst van Vlaamse ministers van Vlaamse Rand
- Lijst van Vlaamse ministers van Welzijn en Gezondheid
- Lijst van Vlaamse ministers van Werkgelegenheid
- Lijst van Vlaamse ministers van Wetenschap en Technologie